# Prazynofity
Prazynofity (Prasinophyceae) – klasa jednokomórkowych glonów z gromady zielenic. 

## Charakterystyka
Jednokomórkowce. Najczęściej w postaci monadalnej, choć możliwe formy kokalne i kapsalne. Komórki spłaszczone z różną liczbą wici (1, 2, 3, 4, 6, 8 – najczęściej dwie lub cztery). Wici zwykle o równej długości i podobnym tempie poruszania się (izodynamiczne), ale nie zawsze. Wtedy nić dłuższa może być skierowana ku tyłowi, a krótsza w przód. Wyrastają z zagłębienia na szczycie komórki lub nieco bocznie. Rzadko nagie, zwykle z polisacharydową osłonką w postaci jednolitej teki (Tetraselmidales) lub w postaci niezmineralizowanych łuseczek, które mogą pokrywać też wici (Polyblepharidales). Planktoniczne.
W wyniku licznych rewizji taksonomicznych zakres grupy jest bardzo odmiennie określany w różnych opracowaniach. W systemie przyjętym przez serwis AlgaeBase  wiosną 2014 r. prazynofity nie były wyróżniane jako odrębny takson, a ich przedstawiciele byli umieszczeni w różnych grupach zielenic. Przykładowo, Scourfieldia została zaliczona do Pedinophyceae, Pyramimonas do Pyramimonadophyceae, Nephroselmis do Nephrophyceae, a Tetraselmis do Chlorodendrophyceae. Latem 2020 w systemie tym w obrębie grupy Chlorophyta wyróżniano podgromadę Prasinophytina zawierającą klasy: Mamiellophyceae, Nephroselmidophyceae i Pyramimonadophyceae. Przedstawiciele innych taksonów zaliczanych czasem do prazynofitów są rozdzieleni w innych grupach. Wśród nich znajduje się grupa Prasinodermatophyta, będąca grupą odmienną zarówno od grup Streptophyta, jak i Chlorophyta.
W polskiej florze spotykane są m.in. następujące gatunki: Scourfieldia cordiformis, Tetraselmis cordiformis, Pyramidomonas inconstans, Nephroselmis discoidea oraz Nephroselmis olivacea. 